# Dyskografia Stacie Orrico
Artykuł przedstawia całkowitą dyskografię amerykańskiej wokalistki popowej Stacie Orrico. Wokalistka wydała trzy albumy studyjne, dziewięć singli oraz dziewięć teledysków dzięki wytwórni Virgin Records.

## Albumy

### Albumy studyjne
| Rok                                       | Album                                                               | Najwyższa pozycja | Najwyższa pozycja | Najwyższa pozycja | Najwyższa pozycja | Najwyższa pozycja | Najwyższa pozycja | Najwyższa pozycja | Najwyższa pozycja | Najwyższa pozycja | Najwyższa pozycja | Najwyższa pozycja | Najwyższa pozycja | Najwyższa pozycja | Certifikat                                   |
| Rok                                       | Album                                                               | US                | AUS               | AUT               | DEN               | FRA               | GER               | IRE               | JAP               | NL                | NZ                | NOR               | SWI               | UK                | Certifikat                                   |
| ----------------------------------------- | ------------------------------------------------------------------- | ----------------- | ----------------- | ----------------- | ----------------- | ----------------- | ----------------- | ----------------- | ----------------- | ----------------- | ----------------- | ----------------- | ----------------- | ----------------- | -------------------------------------------- |
| 2000                                      | Genuine - Wydany: 29 sierpnia 2000 - Wytwórnia: ForeFront           | 103               | —                 | —                 | —                 | —                 | —                 | —                 | 68                | —                 | —                 | —                 | —                 | —                 | - : Złoto                                    |
| 2003                                      | Stacie Orrico - Wydany: 25 marca 2003 - Wytwórnia: ForeFront/Virgin | 59                | 43                | 15                | 21                | 145               | 13                | 23                | 3                 | 27                | 16                | 7                 | 11                | 37                | - : Złoto - : Złoto - : 3× Platyna - : Złoto |
| 2006                                      | Beautiful Awakening - Wydany: 14 sierpnia 2006 - Wytwórnia: Virgin  | —                 | —                 | 61                | —                 | —                 | 51                | —                 | 8                 | —                 | —                 | —                 | 39                | 64                | - : Złoto - : Platyna                        |
| "–" pozycja nie wydana bądź nie notowana. |                                                                     |                   |                   |                   |                   |                   |                   |                   |                   |                   |                   |                   |                   |                   |                                              |

### Albumy koncertowe
| Rok  | Album                                                                  | Najwyższa pozycja |
| Rok  | Album                                                                  | JAP               |
| ---- | ---------------------------------------------------------------------- | ----------------- |
| 2004 | Live in Japan - Wydany: 2 listopada 2004 - Wytwórnia: ForeFront/Virgin | 55                |

### Kompilacje
| Rok  | Album                                                                                   | Najwyższa pozycja |
| Rok  | Album                                                                                   | JAP               |
| ---- | --------------------------------------------------------------------------------------- | ----------------- |
| 2007 | More to Life: The Best of Stacie Orrico - Wydany: 28 listopada 2008 - Wytwórnia: Virgin | 57                |

## EP
| Rok  | Album                                                               | Najwyższa pozycja | Najwyższa pozycja |
| Rok  | Album                                                               | US Heat           | JAP               |
| ---- | ------------------------------------------------------------------- | ----------------- | ----------------- |
| 2001 | Christmas Wish - Wydany: 9 października 2001 - Wytwórnia: ForeFront | 30                | 86                |
| 2002 | Say It Again - Wydany: 9 kwietnia 2002 - Wytwórnia: Forefront       | —                 | —                 |
| 2003 | For Christmas - Wydany: Grudzień 2003                               | —                 | —                 |

## Single
| Rok                                       | Tytuł                             | Najwyższa pozycja | Najwyższa pozycja | Najwyższa pozycja | Najwyższa pozycja | Najwyższa pozycja | Najwyższa pozycja | Najwyższa pozycja | Najwyższa pozycja | Najwyższa pozycja | Najwyższa pozycja | Najwyższa pozycja | Najwyższa pozycja | Najwyższa pozycja | Najwyższa pozycja | Certifikat                      | Album               |
| Rok                                       | Tytuł                             | US                | US Pop            | AUS               | BEL               | EU                | FRA               | GER               | IRE               | JAP               | NL                | NZ                | SWE               | SWI               | UK                | Certifikat                      | Album               |
| ----------------------------------------- | --------------------------------- | ----------------- | ----------------- | ----------------- | ----------------- | ----------------- | ----------------- | ----------------- | ----------------- | ----------------- | ----------------- | ----------------- | ----------------- | ----------------- | ----------------- | ------------------------------- | ------------------- |
| 2000                                      | "Genuine"[A]                      | —                 | —                 | —                 | —                 | —                 | —                 | —                 | —                 | —                 | —                 | —                 | —                 | —                 | —                 |                                 | Genuine             |
| 2000                                      | "Everything"[A]                   | —                 | —                 | —                 | —                 | —                 | —                 | —                 | —                 | —                 | —                 | —                 | —                 | —                 | —                 |                                 | Genuine             |
| 2003                                      | "Stuck"                           | 52                | 10                | 3                 | 9                 | —                 | 36                | 4                 | 6                 | 1                 | 4                 | 3                 | 9                 | 6                 | 9                 | - : Platyna - : Złoto           | Stacie Orrico       |
| 2003                                      | "(There's Gotta Be) More to Life" | 30                | 5                 | 11                | 36                | —                 | —                 | 12                | 9                 | —                 | 19                | 3                 | 45                | 22                | 12                | - : Złoto - : Złoto - : Platyna | Stacie Orrico       |
| 2004                                      | "I Promise"                       | —                 | —                 | 48                | —                 | 77                | —                 | 66                | 19                | —                 | 47                | —                 | —                 | —                 | 22                |                                 | Stacie Orrico       |
| 2004                                      | "I Could Be the One"              | —                 | —                 | —                 | —                 | —                 | —                 | —                 | 26                | —                 | —                 | —                 | —                 | —                 | 34                |                                 | Stacie Orrico       |
| 2004                                      | "Instead"[B]                      | —                 | —                 | —                 | —                 | —                 | —                 | —                 | —                 | —                 | —                 | —                 | —                 | —                 | —                 |                                 | Stacie Orrico       |
| 2006                                      | "I'm Not Missing You"[C]          | 119               | —                 | 26                | —                 | 38                | —                 | 32                | 38                | 32                | 30                | 18                | —                 | 25                | 22                |                                 | Beautiful Awakening |
| 2006                                      | "So Simple"                       | —                 | —                 | —                 | —                 | —                 | —                 | —                 | —                 | —                 | —                 | —                 | —                 | —                 | —                 |                                 | Beautiful Awakening |
| "–" pozycja nie wydana bądź nie notowana. |                                   |                   |                   |                   |                   |                   |                   |                   |                   |                   |                   |                   |                   |                   |                   |                                 |                     |

Noty
- A^ Singel nie został wydany fizycznie, jedynie jako utwór do pobrania.
- B^ Utwór wydany tylko w Japonii oraz chrześcijańskim radiu.
- C^ Singel dotarł do #19 miejsca Bubbling Under Hot 100 Singles.

### Single radiowe
| Rok  | Tytuł                 | Album         |
| ---- | --------------------- | ------------- |
| 2000 | "Don't Look At Me"    | Genuine       |
| 2000 | "Without Love"        | Genuine       |
| 2000 | "With a Little Faith" | Genuine       |
| 2000 | "Stay True"           | Genuine       |
| 2002 | "Bounce Back"         | Stacie Orrico |
| 2004 | "Security"            | Stacie Orrico |
| 2004 | "Strong Enough"       | Stacie Orrico |

## Wideografia

### DVD
| Rok  | Album                                                                        | Informacje |
| ---- | ---------------------------------------------------------------------------- | --- |
| 2003 | There's Gotta Be More to Life - Zbiór teledysków - Wydany: 18 listopada 2003 | - Zawiera teledyski "Stuck" i "(There's Gotta Be) More to Life", remixy i momenty nagrane podczas pobytu na scenie. |
| 2004 | Stacie Orrico: Live in Japan - Koncert na żywo - Wydany: 2 listopada 2004    | - Koncert w Tokio - Jako bonus teledyski                                                                            |

### Teledyski
| Rok  | Tytuł                              | Reżyser      |
| ---- | ---------------------------------- | ------------ |
| 2000 | "Genuine"                          |              |
| 2000 | "Everything"                       |              |
| 2003 | "Stuck"                            | Diane Martel |
| 2003 | "(There's Gotta Be) More to Life"  | Dave Meyers  |
| 2004 | "I Promise"                        | Antti J.     |
| 2004 | "I Could Be the One"               | Diane Martel |
| 2006 | "I'm Not Missing You"              | Diane Martel |
| 2006 | "I'm Not Missing You" (US Version) | Diane Martel |
| 2006 | "So Simple"                        | Ray Kay      |